# Mineraloide
I mineraloidi o minerali non cristallini o minerali amorfi sono minerali che hanno una disposizione della struttura reticolare cristallina disordinata.
I mineraloidi comprendono gel minerali e vetri. I gel minerali si formano comunemente in condizioni di bassa temperatura e pressione e si originano durante i processi di alterazione meteorica. Si trovano generalmente in masse mammellonari, botrioidali e stalattitiche.
La capacità dei materiali amorfi di assorbire tutte le specie ioniche giustifica la loro ampia variabilità chimica.
Minerali amorfi comuni sono la limonite e l'allofane.

## I vetri
La struttura di un vetro ricco in silice, come ad esempio un vetro vulcanico, si dice che possiede un ordine a corto raggio ma manca di ordine a lungo raggio. Gli ioni Si4+ e Al3+ in un tale vetro si trovano in coordinazioni tetraedriche come nei composti cristallini.
Nei vetri comunque questi poliedri di coordinazione formano disposizioni ordinate solo su distanze di pochi Ångström. In altri termini è assente l’ordine a lungo raggio ed è presente quello a corto raggio (indicato proprio dalla presenza dei tetraedri di coordinazione).
Un esempio molto noto di materiale parzialmente amorfo è l'opale. La sua formula chimica può essere scritta come SiO2 - nH2O con un contenuto medio di acqua variabile fra il 4 e il 9% in peso. In passato l'opale era considerato completamente privo di struttura cristallina; lo studio con il microscopio elettronico ha invece mostrato come sia costituito da una disposizione ordinata di sfere di SiO2 molto piccole.